# Roffrid de Insula
Roffrid de Insula († 30. Mai 1210 in San Germano) war von 1188 bis 1210 Abt des Klosters Monte Cassino.
Roffrid, der vorher das Amt des Kämmerers verwaltet hatte, wurde am 9. Juli 1188 zum Abt von Monte Cassino gewählt und kurz vor 1. Dezember 1188 von Papst Clemens III. zum Kardinalpriester von SS. Marcellino e Pietro erhoben. Im Jahr 1191 weilte Kaiser Heinrich VI. in Monte Cassino und bestätigte frühere Privilegien der sizilianischen Könige sowie Lothars III. an das Kloster. Da Roffrid jedoch auf der Seite von Heinrichs Gegner Tankred von Lecce stand, wurde er vom Kaiser gefangen genommen und nach Deutschland gebracht. An seiner Stelle leitete der Dekan und Stauferanhänger Adenulf das Kloster. Im Jahr 1192 kehrte Roffrid nach Italien zurück. In der Folgezeit kämpfte er für Heinrich im Norden Apuliens gegen die Vasallen Tankreds, wobei er die staufischen Heerführer Berthold von Künßberg und Diepold von Schweinspeunt unterstützte. Nachdem Heinrich im Jahr 1194 zum König von Sizilien gekrönt worden war, belohnte er Roffrid für dessen Waffenhilfe.
Er starb am 30. Mai 1210 in San Germano.